# Mudanjiang
Mudanjiang is een stadsprefectuur in de noordelijke provincie Heilongjiang, Volksrepubliek China. De stad Mudanjiang heeft een treinstation en een vliegveld. Het ligt 160 km van de Russische stad Vladivostok.
Bij de volkstelling van 2020 had de stad 808.216 inwoners. De gehele prefectuur, die ongeveer even groot is als Nederland, had 2.290.208 inwoners.

## Geboren
- Hidetoshi Nagasawa (Tonei, 1940-2018), Japans beeldhouwer
- Ning Zhongyan (1999), schaatser